# Olymel
Olymel是加拿大的肉类包装食品加工公司，生产猪肉和家禽产品，总部设在魁北克圣亚森特（Saint-Hyacinthe）。该公司的大股东是加拿大最大的合作公司La Coop Fédérée。
它拥有员工超过1万人，并向60多个国家出口其产品。产品以Olymel、Lafleur、Flamingo、Prince和Galco等品牌出售。
亚森特2006至2007年间，该公司与全国工会联盟（Confédération des syndicats nationaux，CSN）发生劳动纠纷。